# James Budd
James Herbert Budd (ur. 18 maja 1851 w Janesville w stanie Wisconsin, zm. 30 lipca 1908 w Stockton w stanie Kalifornia) – amerykański polityk, działacz Partii Demokratycznej, prawnik.
W latach 1873–1874 był zastępcą prokuratora Hrabstwa San Joaquin. Od 1883 do 1885 reprezentował 2. okręg Kalifornii w Izbie Reprezentantów Stanów Zjednoczonych. W latach 1895–1899 pełnił funkcję gubernatora Kalifornii.
29 października 1873 poślubił Inez Merrill. Para nie miała dzieci.